# Вонданка (село)
Вонда́нка (рос. Вонданка) — село у складі Даровського району Кіровської області, Росія. Адміністративний центр Вонданського сільського поселення.
Населення становить 328 осіб (2010, 485 у 2002).
Національний склад станом на 2002 рік — росіяни 99 %.